# Christian Witzig
Christian Witzig, né le 9 janvier 2001 à Münsterlingen en Suisse, est un footballeur suisse, qui évolue au poste de milieu offensif au FC Saint-Gall.

## Biographie

### En club
Né à Münsterlingen en Suisse, Christian Witzig est formé par le FC Saint-Gall. Il signe son premier contrat professionnel avec le club le 24 juin 2021. 
Witzig fait sa première apparition en professionnel le 27 novembre 2021 lors d'une rencontre de Super League contre le FC Sion. Il entre en jeu ce jour-là et son équipe s'incline par trois buts à un.
Witzig inscrit son premier but en professionnel lors d'une rencontre de coupe de Suisse face au FC Rorschach-Goldach 17. Titulaire, il participe à la victoire de son équipe par quinze buts à zéro.

### En sélection
Christian Witzig commence sa carrière internationale avec l'équipe de Suisse des moins de 15 ans, jouant un seul match en 2016.
Christian Witzig représente l'équipe de Suisse des moins de 17 ans. Witzig se fait remarquer le 18 mars 2018 en inscrivant son premier but avec moins de 17 ans contre la Slovaquie, permettant à son équipe de s'imposer (2-4 score final) et de se qualifier pour le championnat d'Europe des moins de 17 ans. Il est retenu avec cette sélection pour participer au championnat d'Europe des moins de 17 ans en 2018. Il ne joue toutefois aucun match lors de ce tournoi où son équipe est éliminée dès la phase de groupe. Au total il joue quatre matchs et marque un but avec cette sélection.